# Szürkefejű mézevő
A szürkefejű mézevő (Lichenostomus keartlandi) a madarak osztályának a verébalakúak (Passeriformes) rendjébe, ezen belül a mézevőfélék (Meliphagidae) családjába tartozó faj.
A magyar név forrással nincs megerősítve, lehet, hogy az angol név tükörfordítása (Grey-headed Honeyeater).

## Előfordulása
Ausztrália területén honos.

## Külső hivatkozás
- Képek az interneten a fajról
- Ibc.lynxeds.com - videók a fajról